# Porphyrinia pseudostrina
Porphyrinia pseudostrina là một loài bướm đêm trong họ Noctuidae.